# Rust in Peace
Rust in Peace četvrti je studijski album američkog thrash metal sastava Megadeth, objavljen 24. rujna 1990. godine, a producirali su ga Dave Mustaine i Mike Clink.

## O albumu
Album je objavila diskografska kuća Capitol Records te je ovo prvi album grupe snimljen s gitaristom Martyjem Friedmanom i bubnjarom Nickom Menzom. Također, objavljena su i dva singla, "Holy Wars... The Punishment Due" i "Hangar 18".
Album se uglavnom bavi temama kao što su politika, rat i okoliš, primjerice pjesma "Take no Prisoners" govori o ratnim zarobljenicima, a "Dawn Patrol" o uništenju okoliša efektom staklenika i globalnom zatopljenju.
Dobio je dobre kritike, nalazio se na 23. mjestu Billboard 200 top ljestvice, te na 8. u UK-u. Allmusic ga naziva njihovim najboljim albumom, a IGN ga je svrstao na 4. mjesto najutjecajnijih heavy metal albuma, iza Metallicinog albuma Master of Puppets, Black Sabbathovog Paranoid i Iron Maidenovog The Number of the Beast. Također, album je dostigao platinastu nakladu 1994., te je 1991. i 1992. nominiran za nagradu Grammy u kategoriji za najbolju metal izvedbu.
Omot albuma dizajnirao je dugogodišnji Megadethov suradnik, Ed Repka. Omot prikazuje maskotu sastava Vica Rattleheada iznad tijela vanzemaljca te vođe pet velikih svjetskih sila (u to vrijeme) na sastanku ispred Hangara 18 (Područje 51). Svjetski vođe, s desna na lijevo su (tadašnji) britanski premijer John Major, japanski premijer Toshiki Kaifu, njemački predsjednik Richard von Weizsäcker, generalni sekretar SSSR-a Mihail Gorbačov, te američki predsjednik George H. W. Bush.
Album je reizdan 2004. s nešto izmijenjenim zvukom i 4 bonus pjesme.

## Popis pjesama
| 1.    | »Holy Wars... The Punishment Due« | Dave Mustaine      | Mustaine                 | 6:32 |
| 2.    | »Hangar 18«                       | Mustaine           | Mustaine                 | 5:14 |
| 3.    | »Take No Prisoners«               | Mustaine           | Mustaine                 | 3:26 |
| 4.    | »Five Magics«                     | Mustaine           | Mustaine                 | 5:40 |
| 5.    | »Poison Was the Cure«             | Mustaine           | Mustaine                 | 2:56 |
| 6.    | »Lucretia«                        | Mustaine           | Mustaine, David Ellefson | 3:56 |
| 7.    | »Tornado of Souls«                | Mustaine, Ellefson | Mustaine                 | 5:19 |
| 8.    | »Dawn Patrol«                     | Mustaine           | Ellefson                 | 1:51 |
| 9.    | »Rust in Peace... Polaris«        | Mustaine           | Mustaine                 | 5:44 |
| 40:48 |                                   |                    |                          |      |

| Reizdanje 2004. | Reizdanje 2004.                          | Reizdanje 2004. | Reizdanje 2004. | Reizdanje 2004. | Reizdanje 2004. | Reizdanje 2004. | Reizdanje 2004. | Reizdanje 2004. | Reizdanje 2004. |
| Br.             | Skladba                                  | Tekstopisac     | Skladatelj      | Trajanje        |                 |                 |                 |                 |                 |
| --------------- | ---------------------------------------- | --------------- | --------------- | --------------- | --------------- | --------------- | --------------- | --------------- | --------------- |
| 1.              | »My Creation«                            | Dave Mustaine   | Nick Menza      | 1:36            |                 |                 |                 |                 |                 |
| 2.              | »Rust in Peace... Polaris« (demo)        | Mustaine        | Mustaine        | 5:25            |                 |                 |                 |                 |                 |
| 3.              | »Holy Wars... The Punishment Due« (demo) | Mustaine        | Mustaine        | 6:16            |                 |                 |                 |                 |                 |
| 4.              | »Take No Prisoners« (demo)               | Mustaine        | Mustaine        | 3:23            |                 |                 |                 |                 |                 |
| 57:09           |                                          |                 |                 |                 |                 |                 |                 |                 |                 |

## Top ljestvice

### Album
| Godina | Ljestvica     | Pozicija |
| ------ | ------------- | -------- |
| 1990.  | Billboard 200 | 23.      |
| 1990.  | UK            | 8.       |

### Singlovi
| Godina | Singl                             | Ljestvica        | Pozicija |
| ------ | --------------------------------- | ---------------- | -------- |
| 1990.  | "Holy Wars... The Punishment Due" | UK Singles Chart | 24.      |
| 1991.  | "Hangar 18"                       | UK Singles Chart | 26.      |

## Osoblje
| Megadeth - Dave Mustaine — gitara, vokali - Marty Friedman — gitara - David Ellefson — bas-gitara, prateći vokali - Nick Menza — bubnjevi - Chris Poland — gitara na demopjesmama "Rust in Peace...Polaris", "Holy Wars...The Punishment Due" i "Take No Prisoners" | Ostalo osoblje - Edward J. Repka — omot albuma - Dave Mustaine — produciranje - Mike Clink — produciranje, inženjer zvuka - Max Norman — miksanje - Micajah Ryan — inženjer zvuka - Gene Kirkland — fotografija - Andy Udoff — asistent inženjera zvuka - Tom Mayhue — tehničar - Wendi Schaeffer — fotografija |